# Ultrafialová fotografie

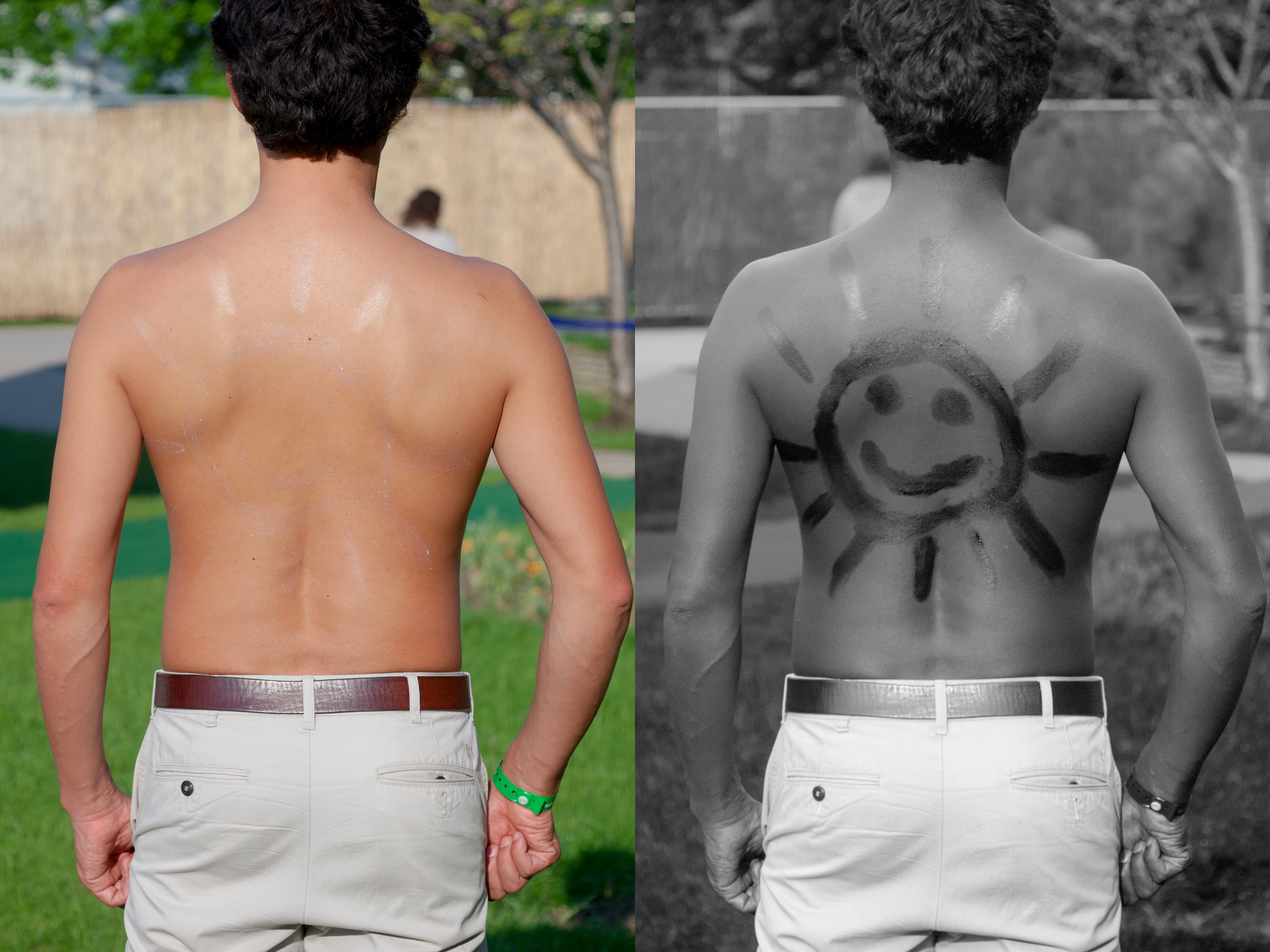
Lidská kůže s kresbou z opalovacího krému: ve světle a pod ultrafialovým zářením

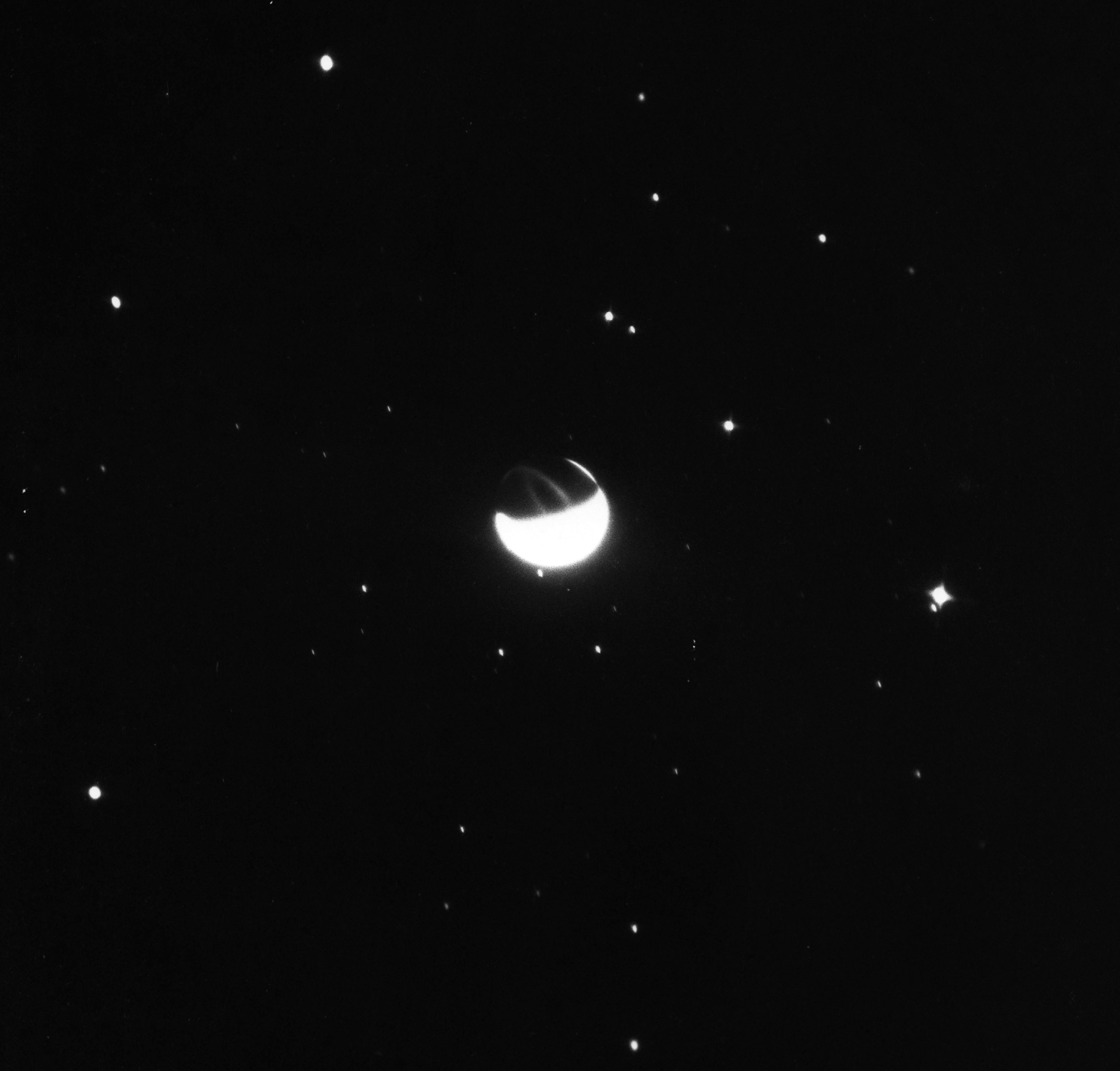
Země zachycená ve vzdáleném ultrafialovém záření; snímek pořízený velitelem Apolla 16 Johnem W. Youngem. Na obrázku lze vidět, jak se pásy polární záře, (každý 13 stupňů na každou stranu od magnetického rovníku) navzájem kříží uprostřed pravé polokoule Země

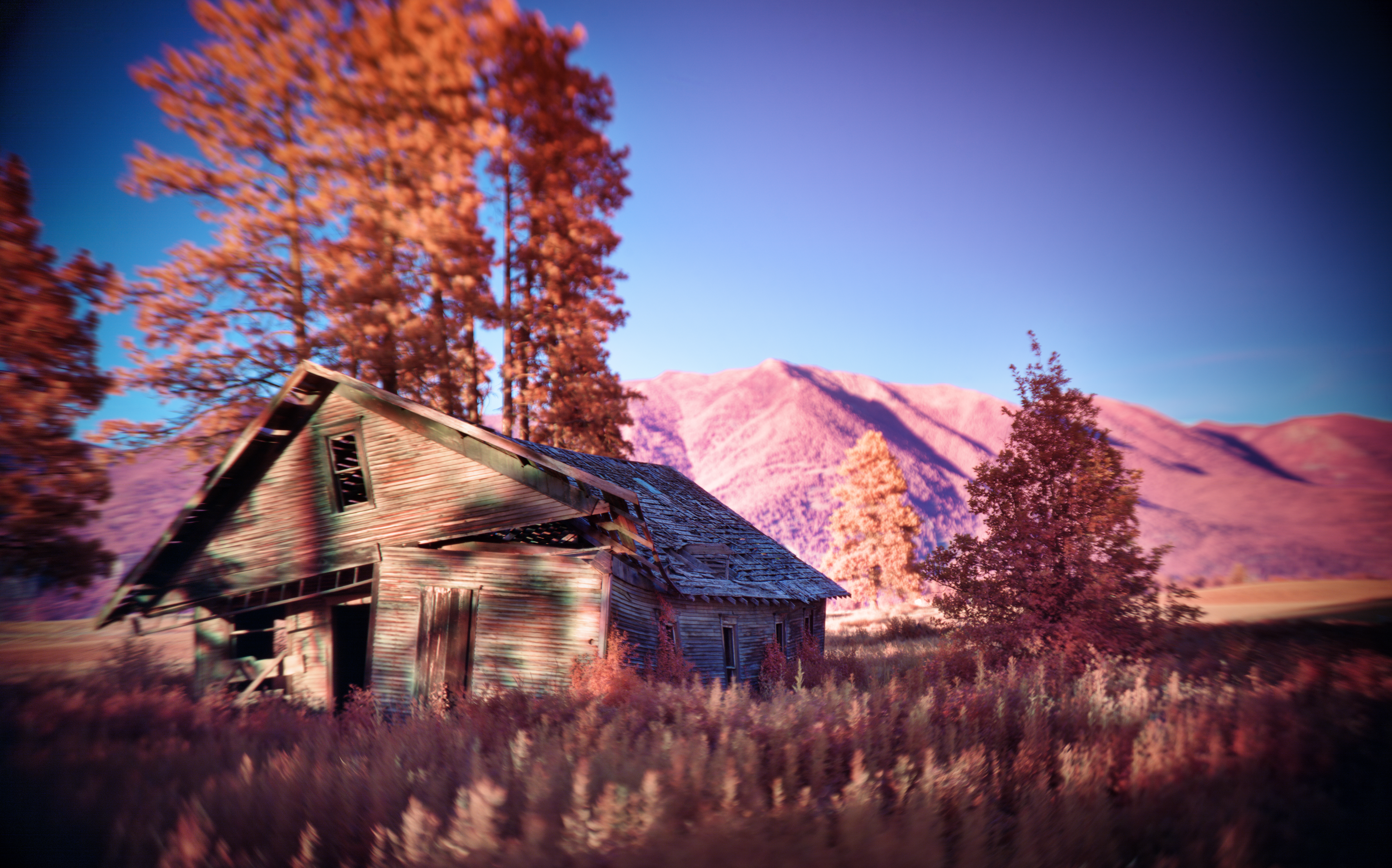
Fotografie vykreslené ve falešných barvách s ultrafialovým zářením (335–365 nm) mapovaným do modrého kanálu, zeleným světlem (500–600 nm) do zeleného kanálu a infračerveným zářením (720–850 nm) do červeného kanálu

Ultrafialová fotografie je fotografický proces zaznamenávání snímků pomocí záření pouze z ultrafialového (UV) spektra. Snímky pořízené ultrafialovým zářením slouží například pro vědecké, lékařské nebo umělecké účely. Takové fotografie mohou odhalit poškození uměleckých děl nebo struktur, které nejsou patrné v běžném světle. Diagnostické lékařské snímky mohou být použity k detekci určitých kožních poruch nebo jako důkaz zranění. Někteří živočichové, zejména hmyz, využívají k vidění ultrafialové vlnové délky; ultrafialová fotografie může pomoci při zkoumání značek rostlin, které přitahují hmyz a které jsou pro lidské oko neviditelné. Ultrafialové snímky z archeologických nalezišť mohou odhalit artefakty nebo dopravní vzory, které nejsou jinak viditelné.
Ultrafialové snímky nemají žádnou barvu, neboť je ultrafialové záření pro lidské oči zcela neviditelné.
Užitečné jsou také fotografie vyrobené z různých barviv, která pod ultrafialovým osvětlením fluoreskují. Takové snímky ovšem nejsou ultrafialovou fotografií v přesném slova smyslu, a místo toho spadají do kategorie ultrafialové fluorescenční fotografie.

## Přehled

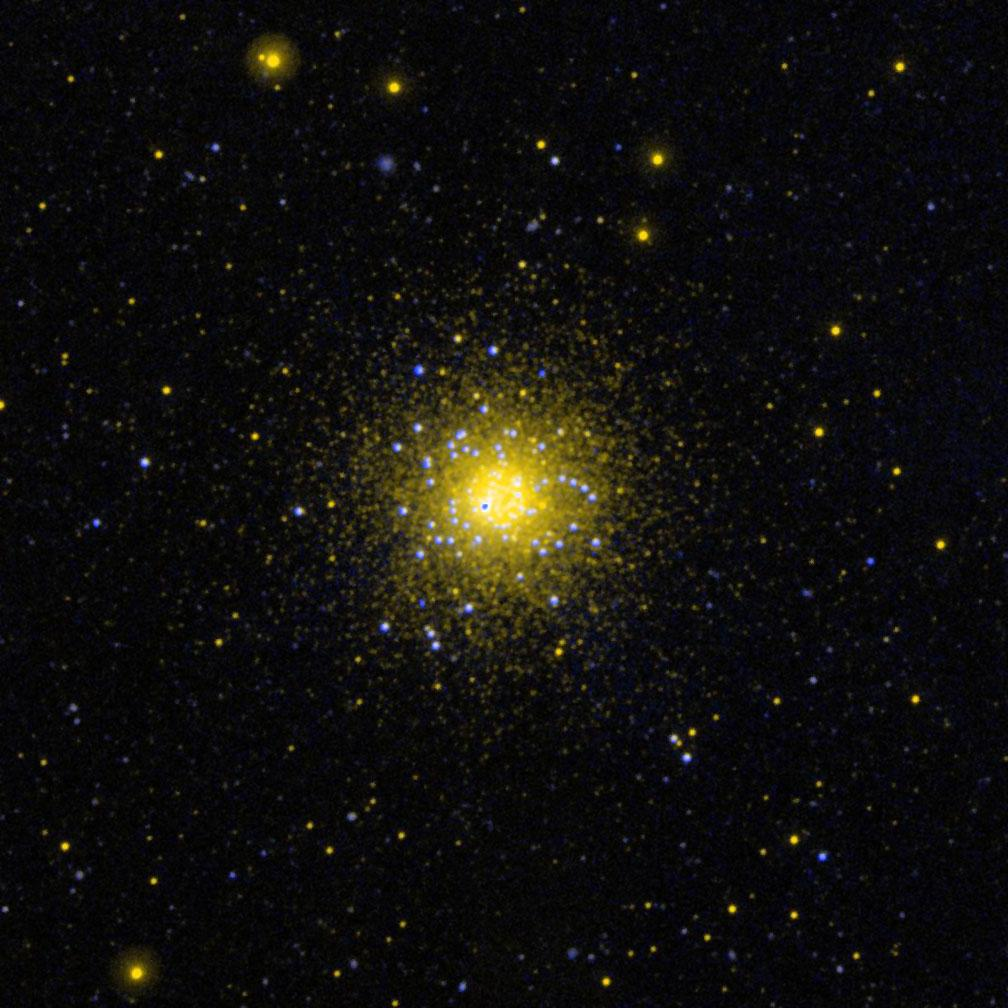
Ultrafialový snímek kulové hvězdokupy NGC 1851 v jižním souhvězdí Columba v nesprávných barvách

Světlo (viditelné elektromagnetické spektrum) pokrývá spektrální oblast přobližně od 400 do 750 nanometrů. Toto spektrum záření je využíváno při pořizování běžných fotografií. Pásmo záření, které se rozprostírá mezi cca 10 nm až 400 nm, je známé jako ultrafialové záření. UV spektrografové rozdělují tento rozsah do tří pásem:
- Blízké UV (vlnová délka 380–200 nm; zkratka NUV)
- Daleké UV (nebo vakuové UV ) (200–10 nm; zkratka FUV nebo VUV)
- Extrémní UV (1–31 nm; zkratka EUV nebo XUV).

Pro UV fotografii je důležité pouze blízké UV záření, a to z několika důvodů. Zaprvé, běžný vzduch je pro vlnové délky přibližně pod 200 nm neprůhledný a zadruhé, většina průhledných čoček je neprůhledná pod cca 180 nm. UV fotografové rozdělují blízké UV na:
- Dlouhovlnné UV, které se nachází v rozsahu cca od 320 do 400 nm, také nazývané UVA,
- Středněvlnné UV v rozsahu cca od 280 do 320 nm, také nazývané UVB,
- Krátkovlnné UV záření s rozsahem cca od 200 do 280 nm, nazývané také UVC.

(Tyto termíny by neměly být zaměňovány s částmi rádiového spektra, jejichž názvy jsou podobné – tato podobnost by ovšem mohla být zavádějící. )
UV záření lze k pořízení fotografií využít hned dvakrát – odražené ultrafialové záření lze použít pro odraženou UV fotografii a společně s fluorescencí lze ultrafialové záření použít pro vyvolanou fluorescenční fotografii. Odražená ultrafialová fotografie nachází praktické využití v lékařství, dermatologii, botanice, kriminologii a při divadelních inscenacích.
Pro odraženou UV fotografii je nejdostupnějším zdrojem volného UV záření sluneční světlo, ovšem kvalita a množství záření závisí na konkrétních atmosférických podmínkách. Jasný a suchý den je na UV záření mnohem bohatší, tudíž je vhodnější než den deštivý nebo pod mrakem.
Dalším vhodným zdrojem je elektronický blesk, který lze efektivně využít v kombinaci s hliníkovým reflektorem. Některé zábleskové jednotky mají na zábleskové trubici speciální sklo absorbující UV záření, které je nutné před expozicí odstranit. U některých zábleskových trubic také částečně (90 %) pomáhá odstranit zlatý povlak, který jinak může UV záření vstřebávat, a tím ho tedy účinně potlačovat.
Většina moderních UV zdrojů je založena na rtuťovém oblouku uzavřeném ve skleněné trubici. Potažení vnitřku trubice vhodným druhem fosforu způsobí, že se z ní stane velice účinný dlouhovlnný zdroj UV záření.
V poslední době jsou taky běžně dostupné UV-LED lampy a svítilny. Seskupení několika takových lamp či svítilen může vytvořit dostatečně silný zdroj pro odraženou UV fotografii, ačkoli vlnové pásmo emise je obvykle poněkud užší než sluneční světlo nebo elektronický blesk.
Speciální UV lampy, známé taky jako „černé fluorescenční trubice“ nebo žárovky, lze taktéž použít pro dlouhovlnnou ultrafialovou fotografii.

## Druhy ultrafialové fotografie a potřebné vybavení

### Odražená UV fotografie

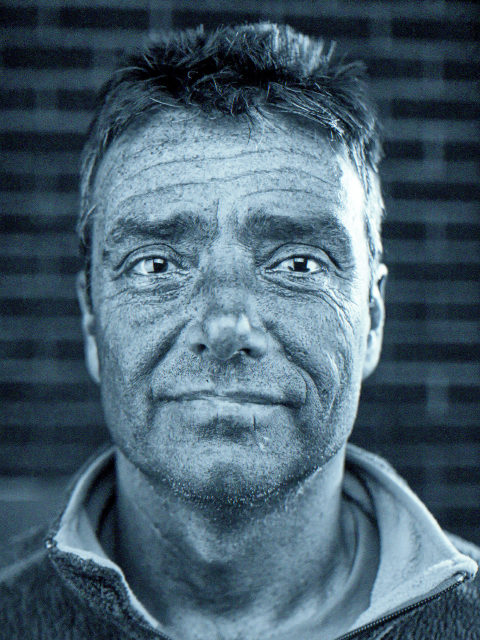
Portrét v nesprávných barvách pořízený pouze pomocí UV záření o vlnových délkách 335 až 365 nanometrů

Při odražené UV fotografii je předmět přímo osvětlen lampami emitujícími UV (zdroji záření) nebo silným slunečním světlem. Na objektivu je umístěn UV filtr, který propouští ultrafialové záření a pohlcuje nebo blokuje veškeré světlo a infračervené záření. UV filtry jsou vyrobeny ze speciálního barevného skla a mohou být potaženy nebo vloženy také do jiného filtračního skla, které pomáhá blokovat nežádoucí vlnové délky. Příkladem filtrů pro přenos UV záření mohou být kupříkladu Baader-U filtr nebo ultrafialový pásmový filtr StraightEdgeU, které oba potlačují většinu viditelného a infračerveného záření. Ze starších filtrů pak jistě stojí za zmínku například Kodak Wratten 18A, B+W 403, Hoya U-340 nebo Kenko U-360, z nichž většinu je třeba použít ještě ve spojení s přídavným infračerveným blokovacím filtrem. Obvykle se tyto filtry blokující infračervené a propouštějící UV záření vyrábějí ze skla Schott BG-38, BG-39 a BG-40. Filtry pro použití se snímači digitálních fotoaparátů nesmějí mít žádný „infračervený únik“ (prostup v infračerveném spektru); snímač zachytí odražené infračervené i ultrafialové záření, které zeslabí kontrast a může dokonce zcela zakrýt detaily, které by byly rozlišeny pouze pod ultrafialovým zářením.
Většina typů skel propouští dlouhovlnné UV záření, ale pohlcuje všechny ostatní vlnové délky UV záření, obvykle od 350 nm a níže. Pro UV fotografii je nutné používat speciálně vyvinuté objektivy s prvky z taveného křemene nebo křemene a fluoritu. Objektivy založené čistě na křemeni vykazují výrazný posun ostrosti mezi viditelným a UV světlem, zatímco objektivy z fluoritu a křemene lze plně korigovat mezi viditelným a ultrafialovým světlem bez posunu ostrosti. Příklady druhého typu jsou Nikon UV-Nikkor 105 mm f/4,5, Coastal Optics 60 mm f/4,0, Hasselblad (Zeiss) UV-Sonnar 105 mm a Asahi Pentax Ultra Achromatic Takumar 85 mm f/3,5.
Jako vhodné digitální fotoaparáty pro fotografování s odrazem UV záření se uvádějí (neupravené) digitální zrcadlovky Nikon D70 nebo D40, ale po odstranění vnitřního UV a infračerveného blokujícího filtru jsou použitelné i mnohé další. Fujifilm FinePix IS Pro je digitální zrcadlovka speciálně navržená pro ultrafialovou (a také infračervenou) fotografii s frekvenční odezvou od 1000 do 380 nm, i když reaguje i na o něco delší a kratší vlnové délky. Křemík (z něhož jsou vyrobeny snímače digitálních zrcadlovek) může reagovat na vlnové délky mezi 1100 a 190 nm.

### Fluorescenční fotografie vyvolaná UV zářením

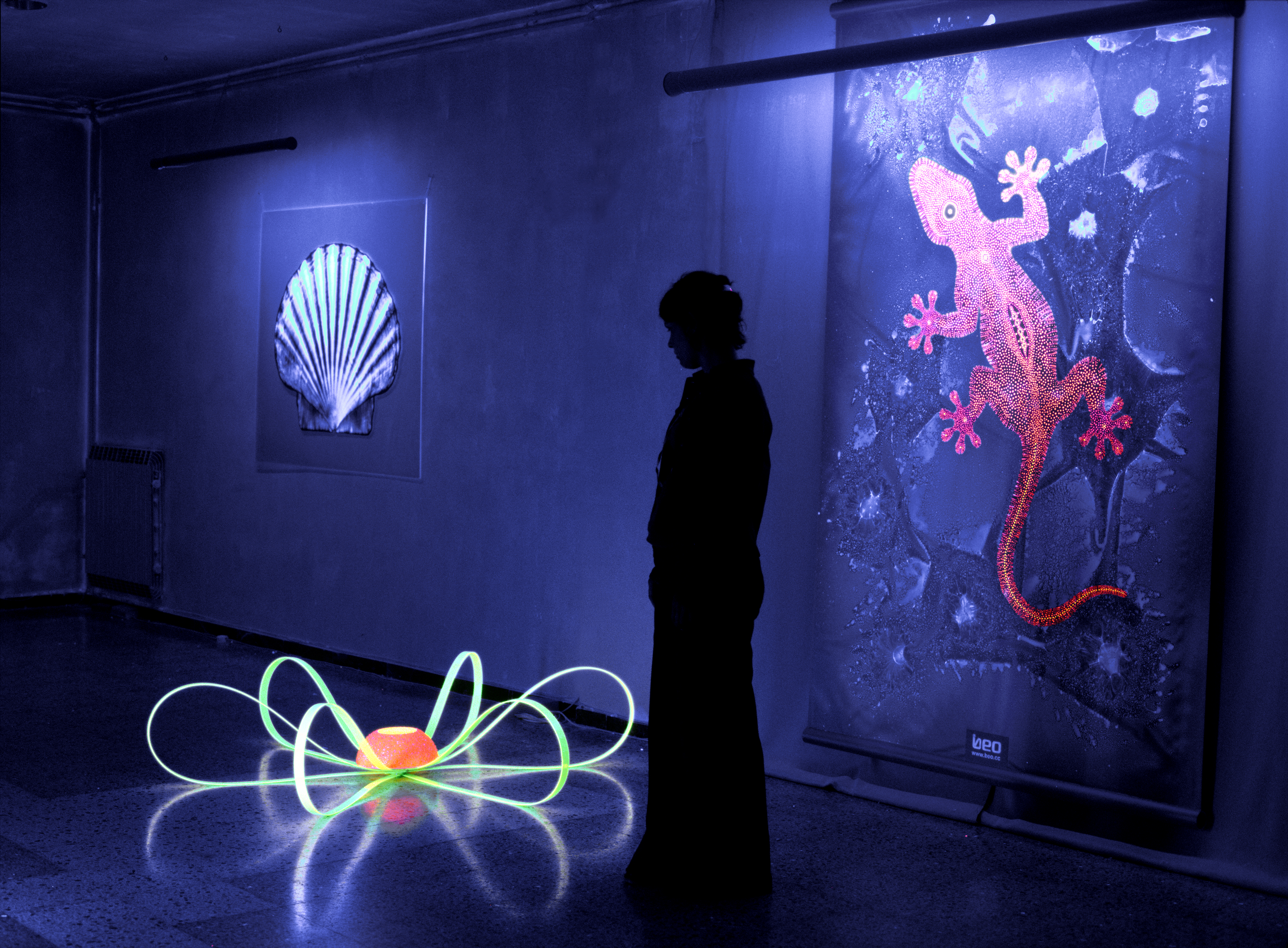
Fluorescenční materiály pod UV zářením. Není použit filtr, který by pohltil fialové viditelné světlo. Snímek pořízen na film kalibrovaným na denní světlo (5500K). Malby a fotografie: Beo Beyond

Fotografie založená na viditelné fluorescenci vyvolané UV zářením využívá stejné ultrafialové osvětlení jako již zmíněná odražená UV fotografie. Skleněný bariérový filtr použitý na objektivu však nyní musí blokovat veškeré ultrafialové a infračervené záření a propouštět pouze viditelné záření (světlo). Viditelná fluorescence vzniká ve vhodném objektu, neboť když jsou kratší ultrafialové vlnové délky s vyšší energií absorbovány, ztratí část energie a jsou emitovány jako delší viditelné vlnové délky s nižší energií.
Fotografování viditelné fluorescence vyvolané UV zářením musí probíhat v zatemněné místnosti, nejlépe s černým pozadím. Pro lepší výsledky by měl mít fotograf na sobě tmavé oblečení. (Pod UV záření totiž září také některé světlé látky.) Lze použít jakýkoliv fotoaparát nebo objektiv, protože jsou zaznamenávány pouze viditelné vlnové délky.
UV může také vyvolat infračervenou fluorescenci a UV fluorescenci v závislosti na subjektu. Pro fotografování neviditelné fluorescence vyvolané UV zářením musí být fotoaparát upraven tak, aby mohl zachycovat UV nebo infračervené snímky, a musí být použity objektivy schopné zachycovat UV nebo infračervené záření.
Ke zdroji UV záření se někdy přidávají filtry, které zužují vlnové pásmo osvětlovacího záření. Tento filtr se nazývá excitační a propouští pouze záření potřebné k vyvolání určité fluorescence. Stejně jako dříve musí být před objektiv kamery umístěn také bariérový filtr, který vyloučí nežádoucí vlnové délky.

## Fotografický materiál
Ultrafialovou fotografii lze zachytit jak pomocí digitálního fotoaparátu (DSLR, bezzrcadlovka), tak analogového. Zatímco u digitálního fotoaparátu půjde vždy o zachycení UV záření na světlocitlivý čip, pro analogovou fotografii je potřeba zvolit správný druh fotografického filmu (35mm kinofilmu, 120mm svitku apod.). V případě filmu můžeme zvolit z těchto možností:
Černobílá fotografie – panchromatické filmy obecně citlivé ke světlu v ultrafialové oblasti záření.
Barevná fotografie – častý přídavek UV filtrujících látek do emulze moderních filmů může UV fotografii až znemožnit.
- negativní filmy – nejsou obecně doporučované, neboť barevné vrstvy filmu většinou obsahují UV filtrující látky.

- inverzní filmy – nejlepší volbou jsou filmy určené pro umělé světlo (mají posunuté spektrum barev k modré). Z nich je hojně doporučován Fuji RTP.

Výsledné barvy na UV fotografii nemusí být striktně modré, ale mohou obsahovat např. i červenou. Záleží, mimo jiné, na spektrální charakteristice filmu a UV propouštějícím filtru. Zajímavých efektů se dá dosáhnout při použití infračervených filmů, kdy např. Kodak High Speed IR vykazuje i citlivost pro UV záření a můžeme pak na jednom snímku vidět UV i IR obraz s vyloučením viditelného světla.

## Forenzní použití
Ultrafialová fotografie byla použita jako důkaz u soudu již v roce 1934. Fotografie pořízené ultrafialovým zářením mohou odhalit modřiny nebo jizvy, které nejsou viditelné na povrchu kůže, v některých případech dokonce ještě dlouho po viditelném zahojení zranění. Takové fotografie pak mohou sloužit jako důkazy útoku či napadení. Ultrafialové zobrazování lze použít k detekci pozměnění dokumentů.

## Zajímavosti
Ve světlobarevném filmu vyvinutém společností National Cash Register ve Spojených státech je použito barvivo citlivé na ultrafialové světlo. Protože toto barvivo nemá zrnitou stavbu, dovoluje tento film velké zvětšení. Například je možné zvětšit film, na němž je na ploše o velikosti poštovní známky obsažena kompletní kniha.